# Синятинська вулиця
Синя́тинська ву́лиця — зникла вулиця, що існувала в Дарницькому районі міста Києва, місцевість Осокорки. Пролягала від Дніпроберегової до Навальної вулиці.

## Історія
Вулиця виникла у середині XX століття під назвою Нова. Назву Синятинська (від озера Синятин, розташованого поблизу початку вулиці) вулиця набула 1961 року.
Ліквідована в 1-й половині 1980-х років у зв'язку з частковим знесенням забудови селища Осокорки та прокладанням нової магістралі — майбутнього проспекту Миколи Бажана.